# حسن بكول
حسن بكول هي قرية في مقاطعة نظر أباد، إيران. يقدر عدد سكانها بـ 14 نسمة بحسب إحصاء 2016.